# オートレース選手
オートレース選手（）とは、公営競技のオートレースにおいて、レースに出場して賞金を獲得するプロスポーツ選手であり、正式には小型自動車競走選手で、経済産業省管轄の国家資格所持者である。総選手数は約400名程度（内女子選手21名）。
通称はオートレーサー。

## オートレース選手になるには
オートレース選手になるためには、まず「オートレース選手養成所」（以下、選手養成所）入所試験に合格し、選手養成所にて一定期間教育・訓練を受けることが前提となっている。選手養成所の教育課程を終了した又は終了見込みの者が、公益財団法人JKAが実施する「小型自動車競走選手資格検定」（国家試験）を受験し、その資格検定に合格した者がオートレース選手として登録され、晴れてオートレース選手になれる。
ただ、選手養成所入所試験は「ボートレーサー養成所」入所試験並みに競争率が高く、2022年2月に合格発表があった第36期では、合格者13名（うち女子3名）に対し応募者が480名（うち女子41名）であったため競争率は36.9倍であった。

### 応募資格
主な応募資格は下記の通り
- 満16歳以上
- 運転免許証を所持している（原動機付自転車の運転免許でも可）
- 体重60キログラム以下
- 両眼とも裸眼視力0.6以上、または矯正視力1.0以上で、色覚に異常が無い
- バイク・スポーツ経験者には特例制度あり

### 条件見直し
これまで、選手募集に際し様々な制限が設けられていた。第26期募集までは「満23歳以下」、27期からはそれに加え特例として「ロードレース世界選手権・全日本ロードレース選手権等で顕著な成績を挙げている者については満28歳以下」という年齢の上限が定められていたが、2007年の第30期募集からは年齢制限の上限を撤廃し、下限も従来の「満18歳以上」から「満16歳以上」に引き下げられている。さらにかつては身長制限もあり（こちらも参照）、また受験資格も「男子」に限られていたがこれも撤廃されたため、女子オートレーサーが誕生する可能性が出るようになり、第31期の第3次試験を経た正式合格者に女性2人が入った。第36期選手候補生募集より裸眼視力0.6以上だった視力条件を緩和し、矯正視力1.0以上で受験可能となった。
また、これまで選手募集は原則2年に1度であったが、2021年の第36期選手候補生募集より受験機会の拡大を図るため毎年の募集に変更された。これにより、新人選手が毎年デビューすることになる。但し、毎年の募集に合わせて、これまで20名程度（男女計）であった募集枠は10名程度（男女計）に変更された。

### 応募手続き簡略化
第36期選手候補生募集より、紙媒体での願書提出を取りやめ、選手養成所のホームページに掲載する応募フォームから、必要事項を記入のうえ申請（オンライン）する形式に変更された。

### 選手養成所入所試験
選手養成所入所試験は、1次試験、2次試験（1次試験合格者及び特例受験者対象）が行われる。受験料は、10,000円（特例受験者は無料）。

#### 試験内容
- 1次試験（東京・静岡・大阪・福岡の4箇所で実施。1日のみ）

1. 適性検査（性格・心理）

- 2次試験（1次試験の合格者及び特例受験者を対象。2泊3日、オートレース選手養成所にて実施）

1. 適性検査（運動機能）[注 2]
2. 面接
3. 身体精密検査
4. 体力検査
5. 技能検査
6. 人格・素行検査

### 選手養成所入所
入所試験に合格すると、選手候補生として茨城県下妻市の筑波サーキット内に併設されている全寮制の選手養成所に入所し、9ヶ月間、競走車の走行・整備技術、関係法規、一般教養やメンタルトレーニングなどを学ぶ。なお、候補生は入所期間中の諸経費の一部として120万円を負担する必要があり、入所時に30万円を納付し、選手登録後に90万円を一括又は分割納付することとなっている。
入所期間中、候補生は原則として月1度の外出以外の私用外出は許されず、この他に成人の飲酒・喫煙、スマートフォンなど通信機器の使用などの禁止事項が定められている（外部との連絡は手紙や時間限定での電話に制限される）。なお、社会環境の変化に合わせて第35期候補生より限られた時間・場所においてのみ通信機器の使用が許可されたが、その35期候補生11名が規律違反をした（後述参照）。規律違反を犯した場合は謹慎処分の後に再教育訓練が行われるため、卒業が延期となる。

### 養成（訓練）
選手養成所での養成は、体力づくり、学科、実技などで構成されているが、特に競走車の整備と操縦技術の習得に大きなウエイトがおかれている。
養成期間の前半は、基礎体力づくり、エンジン、競走車等の分解組立、基本操縦技術の訓練を行い、後半は、基本操縦技術を発展させた応用操縦技術や模擬レースの訓練に移行する。
この他に、関係法規、一般教養やメンタルトレーニングなどを学ぶ。また、プロスポーツ選手や各界の専門家等の外来講師を招いた講義もある。
養成所内での9ヶ月間の訓練内容と1日の基本的なスケジュールは、以下の通り。
| 期間                        | 訓練・学科内容 | 備考 |
| --------------------------- | --- | ---- |
| 第1期 （入所後）約1ヶ月程度 | 体力作り、教練、 エンジン始動要領、競走車、 操縦技術の概念の教育等                                                                                           |      |
| 第2期 約3ヶ月後             | 1.操縦技術の教育（基本乗車姿勢、コースの選定要領）等 2.競走車の分解組立、各種工具機械類の取扱い要領、 学科（自動車工学、一般社会常識等、小型自動車競走法等） |      |
| 第3期 約3～5ヶ月後          | 操縦技術の教育（各個操縦技術の完全習得等）、 学科（登録規則、実施規則等）、整備技術教育等                                                                    |      |

| 期間               | 訓練・学科内容                                                                              | 備考                                               |
| ------------------ | ------------------------------------------------------------------------------------------- | -------------------------------------------------- |
| 第1期 約5～6ヶ月後 | 操縦技術の教育（数車並列、接近、追い抜き、切り返し等）、 学科（業務規程等）、整備技術教育等 |                                                    |
| 第2期 約6〜8ヶ月後 | 操縦技術の教育（模擬レース等）、 学科（選手に関する諸制度等）等                             | 選手資格検定試験                                   |
| 第3期 約9ヶ月後    | 配属先レース場での実施訓練等                                                                | 山陽配属者と飯塚配属者は、山陽・飯塚にて合同で行う |

| 時刻  | 内容       | 備考             |
| ----- | ---------- | ---------------- |
| 06:30 | 起床       |                  |
| 06:45 | 日朝点呼   |                  |
| 06:55 | 国旗掲揚   |                  |
| 07:00 | 教練・体操 |                  |
| 07:45 | 朝食       |                  |
| 08:30 | 清掃       |                  |
| 09:30 | 訓練       | 第1時限～第3時限 |
| 12:00 | 昼食       |                  |
| 13:00 | 訓練       | 第4時限～第8時限 |
| 17:30 | 国旗降下   |                  |
| 18:00 | 夕食       |                  |
| 18:40 | 自習       |                  |
| 19:30 | 入浴       |                  |
| 21:00 | 日夕点呼   |                  |
| 22:00 | 消灯       |                  |

### 資格検定
養成期間中に実施される判別試験と、養成訓練後半に実施する小型自動車競走選手資格検定（走行：規定タイムの合格基準は100m/秒平均タイムが3.65秒以内、整備、学科：一般教養、法規等）をともに合格した者がJKAによりオートレース選手として登録され、各オートレース場へ配属される。

### 審判員養成
このほか、養成所では選手以外にもオートレース審判員の養成も行っており、国家試験である小型自動車競走審判員資格検定に合格した者がJKAにより競走審判員として登録される。

### 第35期卒業3名、規律違反11名
2021年5月31日、JKAより選手資格検定に合格した第35期候補生の選手登録及び配属先の決定が発表されたが、その数は僅か3名であった。2020年9月1日に養成所に入所した時点で第35期候補生は20名いたが、卒業する3名と退所届を提出した4名を除いた、残り13名については選手登録及びデビューが遅れることとなった。特に負傷などによる2名を除く11名については養成所における規律違反（スマートフォンの時間外使用など）が発覚したため謹慎処分となり、今後は謹慎期間を経て再教育訓練を行う予定のため卒業できず、今回は3名だけが卒業という前代未聞の事態となった。

#### その後
前述の通り、先に卒業した選手3名が2021年6月に順次デビューし、怪我で訓練が遅れていた候補生1名が同年8月末に選手登録され同年9月にデビュー。同年10月、候補生8名が各オートレース場にて実地訓練を開始、同年11月末に選手登録され同年12月に順次デビューした。2022年4月、休学中だった候補生1名が復学し、第36期選手候補生として訓練を再開した。養成所入所時20名だったが、退所届を提出した4名を除いた16名の内12名がデビューしている。

## オートレース選手の生活
オートレース選手は職業分類上、個人事業者である。かつては競走車を自宅に持ち帰り整備することも可能だったが、1993年10月に競走車のエンジンがセアに統一されて以後（それまでのエンジンは選手ごとにさまざまだった）は整備要綱が改正され、選手による競走車の持ち出しは禁止された。そのため現在は、フレーム等の破損がない限り、開催が終了すると競走車は一括して輸送用のトラックに載せられ、次の開催地に移動する（破損がある場合はフレームメーカーの担当者が持ち帰り修理する場合もある）。
競走開催期間中、選手はオートレース場から出ることを禁じられているだけでなく、外部との接触・連絡も禁止されており、内部者取引やノミ行為、八百長等の不正行為を防止するため、携帯電話・スマートフォンなどの通信機器は、前検日に競走会へ預けることになっている。また、2節連続開催（日中及びナイター開催の最終日が、ミッドナイト前検日）の場合、1節目の開催に出場している選手がミッドナイトに出場する際、該当選手は1節目の開催後外出することができず、通信機器を貰う事も出来ない。なお、近親者の急逝など余程の事情がある場合は、関係者を介して取り次ぎ、通話の際は関係者がその場に立ち会うことになっている。
- 過去に、開催中の場内で選手が携帯電話で通話している姿がテレビの中継で映されてしまい問題となり、その携帯電話を持ち込んだ選手に対しては斡旋停止処分が下された[21]。
- 2009年には、伊勢崎オートレース場に所属していた選手が、携帯電話を場内に持ち込んでいた事が発覚した。さらにその後の調査で、同選手は過去にも競走参加中においても携帯電話を常用していたことが発覚したため、選手登録消除の懲戒処分を受けている。
- 2017年11月2日から5日にかけてAbemaTVで配信された「72時間ホンネテレビ」では、元SMAPの稲垣吾郎・草彅剛・香取慎吾の3人が元メンバーの森且行に会うため、SG日本選手権オートレース開催中であった浜松オートレース場に出向いて、競走参加中の森としばし対談を行った（11月4日）。なお、これは特別な許可を得た上でのことであり、森以外の3人を始め中継スタッフなど関係者は対談前に浜松オートレース場に私物のスマートフォンなど通信機器を預けることを条件に対談が許可された。

## オートレース選手の収入
選手の収入は、主に競走（レース）に出走した際の賞金で賄われる。一般競走の1着賞金は5万円前後、一般競走の優勝賞金は60万円前後、記念（GI・GII）競走の優勝賞金は135万円 - 350万円（特別GIの共同通信社杯プレミアムCは650万円）、スーパーグレード（SG）競走の優勝賞金は全日本選抜が1315万、オールスター・オートレースGPが1420万円、 日本選手権が1820万円、SS王座決定戦が3100万円である。トップレベルの選手になると年間に1億円以上の賞金を稼ぐこともある。全選手の平均獲得賞金額は、2019年は1165万9948円、2022年は約1,350万円。なお、女子選手に限れば、2018年の平均獲得賞金額は872万円であった。
近年の賞金王は、2021年は青山周平で年間獲得賞金額は1億911万6305円、2022年は鈴木圭一郎で年間獲得賞金額は9817万6536円であった。
前述した通り、オートレース選手は個人事業主という扱いである。そのため、エンジンや競走車のフレーム、タイヤ、部品、更にはツナギ（レーシングスーツ）やプロテクターに至るまで全て自費で購入しなければならない。ランク上位に属する選手は潤沢な手持ち資金で部品を購入することができるため、それにより競走車の性能も高い水準に保つことが出来る。なお、選手の安全を守るため多くの装備が義務化されており、一般的なヘルメット・グローブ等に加え、足に履く「鉄ゲタ」や各種プロテクター等で、全装備は約10kgにもなる。

## 選手のクラス分け
選手は晴・雨等全ての競走の競走成績を対象として入着順位、競走タイム順位を得点化した審査方法により、全国統一ランキングによってクラス分けされる。
前年7月1日 - 12月31日の競走成績に基づくランクが新年度の4月 - 9月まで適用され、これを前期ランクと呼び、その年の1月1日 - 6月30日の成績に基づくランクが10月 - 翌年3月に適用され、これを後期ランクと呼ぶ。上位48名がS級、それ以下の232名がA級、更にそれ以下がB級、と分けられる。
S級第1位の選手は全国ナンバーワンとして、他とデザインの異なるナンバーワン勝負服を纏ってレースに出ることが許される。

## 選手寿命
オートレース選手の寿命はかなり長い。同じくJKAが管轄する競輪と比べて体力よりも技術（車両整備含む）に比重がかかる競技システムからであるが、一方で、事故による殉職や落車事故の後遺症などで若くして去る選手も少なからず存在する。平均化すると、デビューが20歳として、現役期間は大体30年から40年となる。
オートレース界には競輪と同じく成績下位者の選手登録を強制的に取り消す「新陳代謝制度」が存在し、競走成績が振るわない選手は自主的に引退していくという制度がとられている。特に飯塚オートレース場では多くのベテラン選手がほぼ一斉に引退し、平均年齢が大幅に低下した経緯がある。2005年の選手候補生募集が行われなかったこともあってか、現在新陳代謝制度は実質的に機能を停止していたが、30期生のデビューに伴い2009年3月に新陳代謝制度が適用されることになった。
2009年3月の新陳代謝においては、30期生が20人デビューするのに合わせて、過去2年間（2007年1月から2008年12月）の競走得点が低い選手20人が登録消除の対象となった。また、下位20人に入っていなくとも平均競走得点40点未満の選手も対象となるが、現在のところ平均競走得点40点未満の選手は数名程度である。なお、期間内に自主引退した選手（2007年1月から2008年12月まで12人）は20人の枠に入れて計算したため結果的に2009年3月では成績不振により下位8人が選手登録を消除された。

## 全日本オートレース選手会
オートレース界にも、プロ野球や競輪、中央競馬、競艇と同様に、全日本オートレース選手会（以下 選手会）という組織が存在する。事実上、個人事業主である選手の労働組合という側面もある。オートレース選手は、選手会のレース場支部に所属している。選手へのペナルティを参加自粛要請という形で、JKAとは独立して行うこともある。
選手会の幹部も選手（プロ野球選手会などと同様）であり、他の選手と同様、順位に応じて競走に参加している。

## 女子オートレース選手

### ダート時代
ダート競走が行われていた頃、一時的にではあるが女性のオートレース選手が存在した。150ccの6級車でレースを行っており、半ば見世物のようなものではあったが人気はなかなか高く、浜松オートレース場に所属した岡本七重など、人気選手も多かった。他にも、一時期存在した甲子園オートレース場では、オートレース人気を盛り上げるため当時の女子競輪選手に競輪と並行してオートレースにも出走するよう依頼したこともあった（結局は選手側が拒否したため実現せず）。しかし、殉職事故の多発や選手層の薄さによるレースの単調化とそれに伴う人気の低下、更には結婚事情による選手引退が連続し、上記した岡本が1967年10月末に引退したのに伴い、自然消滅という形で廃止になった。

### オートレース・ウーマンズリーグ
2006年（平成18年）12月23日に川口オートレース場で開催されたスーパースターフェスタ（開催4日目）に、「オートレース・ウーマンズリーグ」と題し、女性レーサーによる4周回の模擬レースが行われた。

### 44年ぶりの女子選手
2007年の規約改正で、これまで「男子」に限られた募集資格が撤廃となり女子の募集が可能性となり、31期では合格者も出ており、上述の養成過程をクリアした女性2名のうち佐藤摩弥が2011年7月11日に川口オートレース場でデビューし、もう1名の坂井宏朱は7月30日に船橋オートレース場でデビューを果たした。これにより44年ぶりに女性オートレーサーが実戦に参加となった。しかし、2012年（平成24年）1月15日の夕方、坂井が船橋オートレース場での練習中の事故で殉職し、オートレース界に大きな衝撃を与えた。
その後、32期では新たに5名が合格となり、2013年7月にデビューした。33期では7名、34期では5名の女子選手がデビュー。35期では女子38名が応募し過去最多の8名が合格したが、前述の通り8名の内3名が2021年6月に、さらに同年9月には新たに1名、同年12月には新たに1名の計5名がデビュー。36期では2023年2月に2名の女子選手がデビュー。これまでに26名の女子選手がデビューしているが、殉職や引退した選手もおり、2023年現在、21名の選手が活躍している。

### 特別扱いなし
女子選手でも原則ハンデは特別扱いされることはないため、佐藤摩弥は2022年9月現在最高ハンデの格付けがなされている。また、男子レーサーにも劣らないスピードとスタート力を生かし、2013年（平成25年）3月18日に川口オートレース場で佐藤摩弥が悲願の初優勝、オートレース史上初の女子選手優勝の快挙を果たす。その後、2015年1月5日に川口で益春菜（引退）、2017年3月30日に川口で岡谷美由紀、2017年8月6日に伊勢崎で藤本梨恵、2020年10月29日に伊勢崎で田崎萌、2022年7月13日に伊勢崎で高橋絵莉子、2022年11月13日に伊勢崎で新井日和、2023年1月4日に浜松で西翔子、2023年1月7日に川口で小椋華恋、2023年4月11日に飯塚で金田悠伽と、2023年現在、10人の優勝者がいる。

#### グレードレースでの活躍
佐藤摩弥は、2016年5月に川口オートレース場で開催された「GII川口記念」で優勝し女子選手初のグレードレースタイトル獲得や、SGレースでの1着、SG優勝戦進出実績がある。益春菜（引退）は、初出場のG1レースでいきなりの連勝を記録。吉川麻季は、初出場した「SG 第39回オールスターオートレース」（飯塚）で2勝したほか、岡谷美由紀は佐藤摩弥とともに2021年4月の「SG 第40回オールスターオートレース」（川口）の優勝戦に初進出、松尾彩は「小林啓二杯 G2第3回山陽王座チャレンジカップ」で4戦3勝2着1回のオール2連対でグレードレース初優出などがある。

### 結婚・出産
2020年2月5日、金田悠伽（浜松所属、33期）が「オートレース33期女子オフィシャルブログ」を更新し、同期の吉松優輝（飯塚所属）と同年2月2日に結婚したことを発表した。女子オートレース選手が復活した31期以降で、現役女子オートレース選手・現役オートレース選手同士の結婚発表は初めてとなる。
2020年11月17日、吉川麻季（飯塚所属、33期）が鈴木圭一郎（浜松所属、32期）と同年11月16日に婚姻届を提出し結婚した。現役オートレース選手同士の結婚は2組目。
2021年10月17日、堂免沙弥（飯塚所属、33期）が「オートレース33期女子オフィシャルブログ」を更新し、結婚と妊娠したことを発表した。2022年3月12日、「オートレース33期女子オフィシャルブログ」を更新し、同年2月25日に女児を出産したことを報告した。